# Polo del Buen Gobierno
El Polo del Buen Gobierno (en italiano: Polo del Buon Governo) fue una coalición electoral italiana de centro derecha creada para las elecciones generales de Italia de 1994 y liderada por Silvio Berlusconi.
La alianza se componía de Forza Italia (FI), la Alianza Nacional (AN), Centro Cristiano Democrático (CCD), la Unión de Centro (UdC) y el Polo Liberal Democrático (PLD). El Polo del Buen Gobierno solo se presentó en el sur de Italia , mientras que el Polo de las Libertades, compuesto por Forza Italia y la Liga Norte, sin la AN, estuvo presente en el norte.
Sin embargo, el término "Polo de las Libertades" (como el de "Polo del Buen Gobierno") no tuvo carácter oficial: el logotipo que identificaba a la coalición incluía solo los símbolos de los partidos integrantes de la alianza.
Pese a vencer en las elecciones generales de 1994 y poder formar gobierno, este cayó tras retirarle su apoyo en 1995, dándose por finalizadas ambas coaliciones. Sin embargo, FI, CCD y AN revalidaron su alianza creando el Polo por las Libertades, que en 2001 se transformó en la Casa de la Libertad, reincorporándose en esta última la Liga Norte.